# Новиков, Вадим Алексеевич
Вади́м Алексе́евич Но́виков (род. 19 марта 1941, Коломна, Московская область) — российский трубач и музыкальный педагог, солист симфонического оркестра Большого театра, профессор Московской консерватории, преподаватель академического музыкального колледжа при Московской консерватории и центральной музыкальной школы, заслуженный деятель искусств Российской Федерации, лауреат международного конкурса, создатель отечественной современной трубной школы.
Освоив трубы высоких строев Вадим Новиков стал применять их в работе со студентами и пропагандировать их среди коллег. Первый концерт на трубе пикколо в сопровождении органа состоялся 13 января 1970 года в концертном зале имени П.И.Чайковского. Партию органа исполнял Борис Романов. Так же были составлены три сборника пьес для труб высоких строев.
В 1995 г. основал Региональную Гильдию российских трубачей и является её Президентом. Под эгидой Гильдии проведены три Международных фестиваля трубы, в рамках которой состоялись три Международных конкурса трубачей, проводятся теоретико-практические конференции, встречи с российскими и зарубежными коллегами, а также мастер-классы.
Ученики Вадима Алексеевича Новикова играют в лучших оркестрах России и за рубежом.